# علي محمد الأمين
هو السيد علي بن محمد بن أبي الحسن بن حيدر الأمين، جد السيد محسن الأمين لأبيه.
عالم دين شيعي، محقق وفقيه، أديب وشاعر، انتهت إليه الرئاسة الدينية والسياسية للبلاد العاملية.

## والده
والده هو السيد محمد بن أبي الحسن موسى بن حيدر الأمين.
تاريخ ولادة والده غير معلوم.
تُوفي والده سنة 1224 هجرية.
تقلّد والده منصب الفتوى من قبل الدولة العثمانية بعنوان مفتي بلاد بشارة (جزء من بلاد جبل عامل). 
بعد مقتل ناصيف النصار في وقعة يارون بين العامليين والجزار، شدّد الجزار الوطأة على أهل جبل عامل فحبس كثيرا من العلماء في عكا وقتلهم وعذّبهم وصادر الأموال والعقارات والمزارع وأحرق كثيرا من كتب العلم.
فهرب العلماء والوجهاء إلى العراق والهند وإيران، كما هرب بعضهم إلى دمشق وبلاد بعلبك وتشرّد أمراء البلاد خوفا على أنفسهم وجعلوا يغيرون على عساكر أحمد باشا الجزار ويتعرّضون لهم، فلاقت الناس منهم ومن جنود الجزار الويلات وهرب أكثر الناس وخربت البلاد.
وكان السيد محمد الأمين والد السيد علي من جملة من هرب بأهله وعياله إلى بعلبك.
فلما رأى الجزار خراب البلاد أشار بعضهم عليه بان يعطي الأمان للسيد محمد الأمين، فأحضره عنده واستقر الرأي على أن يتكفّل السيد محمد للجزار بإقناع أمراء البلاد بعدم العرّض لعسكر الجزار في جبل عامل، وقد وضع ولده السيد علي (صاحب الترجمة) رهينة في عكا عند الجزار حتى يتم ذلك.
وقد أعطى الجزار الأمراء الأمان ليعودوا إلى أوطانهم وتم الأمر على هذا فخفّف الجزار وطأته على أهل بلاد جبل عامل وعاد إليها كثير من أهلها.
وينقل البعض أن السيد محمد لم يسلم من الجزار فحبسه في عكا ثم حبسه في دمشق ما يقارب السنتين وقيل ثلاث سنين.
خلّف السيد محمد خمسة أولاد السيد علي (صاحب الترجمة) والسيد حسن والسيد باقر والسيد سعيد والسيد أحمد.
السيد علي محمد الأمين

## نشأته ودراسته
قرأ السيد علي مقدمات العلوم في جبل عامل على علمائها.
وفي زمن أحمد باشا الجزار وضعه أبوه رهينة عند أحمد باشا في عكا، فاتصل بشاب مقارب له في السن يقال له عبد الله بك بن علي باشا الخوندار (من حاشية الجزار) وهو الذي صار أميرا على عكا بعد ذلك ودعي عبد الله باشا، فقرأ الشاب عبد الله علي السيد علي في عكا المنطق وغيرها من العلوم.
وبقي رهينة في عكا حتى رجع أبوه السيد محمد الأمين بأداء ما طلبه الجزار وأخرجه من عكا، فسافر إلى العراق

## دراسته في النجف
بعد خروجه من عكا، هاجر السيد علي إلى العراق لمتابعة دراسته، فقرأ في النجف على ثلّة من الأعلام أمثال:
1-	السيد جواد محمد العاملي صاحب مفتاح الكرامة.
2-	السيد علي الطباطبائي صاحب الرياض
3-	الشيخ جعفر الجناجي صاحب كشف الغطاء.
4-	الشيخ أسد الله التستري صهر الشيخ جعفر.
5-	السيد عبد الله شبّر
و بعد مدة من الدراسة والتحصيل، بلغ فيها درجة الاجتهاد، رجع إلى بلاده في جبل عامل.

## في جبل عامل
بعد عودته من النجف، ذاع صيته في جبل عامل، وشرع بالتدريس والتصنيف والحكم بين الناس والإفتاء في بلدته شقرا، وقصده الطلاب من كل حدب وصوب.
وفي هذه الفترة كان الجزار قد مات ووُلّي بعده سليمان باشا ثم وُلّي عبد الله باشا صديق السيد علي في الصبا فوفد عليه السيد علي فبالغ عبد الله باشا في إكرامه وجعل له في كل سنة ألف غرش وهي تعد في ذلك العصر مالا جزيلا، وكتب له صكّا أقطعه فيه قرية الصوانة (أو الصواني وهي الآن قرية في جبل عامل) وذلك في سنة 1237 هجرية.
وكثيرا ما كان عبد الله باشا يجمع بينه وبين العلماء والقضاة في عكا فتجري بينه وبينهم أبحاث.
وكان قد تقلّد منصب الإفتاء من قبل السلطان بعنوان مفتي بلاد بشارة كما كان هذا المنصب لأبيه ولولده من بعده السيد محمد الأمين.
و لما بلغه وفاة شيخه الشيخ جعفر كاشف الغطاء قال الآن وجب عليّ الإفتاء، فتصدى للمرجعية والإفتاء، وكان من رأيه وجوب تقليد الأعلم.
وفي عهده كانت مدرسة شقرا التي أسسها جده السيد أبو الحسن الأمين، حافلة بالطلبة والعلماء وتخرج عليه جملة من أفاضل العلماء منهم الشيخ علي زيدان والشيخ علي مروة والشيخ علي حسين شمس الدين المتوفي في العام (1910) وغيرهم.

## مؤلفاته
له من المؤلفات ما يلي:
1-	شرح منظومة بحر العلوم.
2-	رسالة في التوحيد
3-	رسالة في الحيض
4-	حواش على شرح الصغير مختصر شرح الكبير المعروف بالرياض.

## ما قيل فيه
ذكره الشيخ علي سبيتي في الجوهر المجرد فقال:
«كان من العلماء المحققين والفضلاء المدققين علّامة عاملة (يعني علّامة جبل عامل) وشمس فضلها على الإطلاق ارتقى أعلى درجات المعارف حتى غدت ساحة فضله كعبة لكل قاصد بجلالة ووقار وشرف واعتبار وكان هذا السيد مرموقا بالمهابة والتبجيل من جميع أهالي عاملة مشهودا له بالفضل الأول ومن حينما وفد من العراق كانت أمور البلاد مشوشة لما لحقها من الوهن بأيام الحاج احمد باشا الجزار فعبد الله باشا اعتنى بأمر السيد ومسك بضبعه وقدمه وأكرمه واحترمه ولما تعلق بالسيد أعطاه مزرعة الصوانة إقطاعا وكتب له بها صكا وكتب في آخره فمن عارضه فعليه لعنة الله والملائكة والناس أجمعين وكان ذلك سنة 1237». انتهى كلام الشيخ علي سبيتي.
وذكره السيد محمد بن معصوم فقال:
«ومنهم العالم العامل الفاضل المدقق الكامل المتبحر الماهر التقي النقي السيد علي العاملي فإنه لما هاجر من بلاد الجبل إلى العراق للاشتغال ورد إلى مشهد الكاظمين فقرأ جملة من العلوم على المذكور وله شرح منظومة السيد محمد مهدي الطباطبائي.» انتهى كلامه
وفي تكملة أمل الآمل للسيد حسن الصدر قال ما نصّه:
«وبيت السيد الشريف السيد علي الأمين في شقراء من قرى جبل عامل بيت علم وجلالة وفضل وسيادة خرج منهم جماعة من العلماء والفضلاء، والعلم والفضل باقيان بعد في هذا البيت الشريف» انتهى.

## من وصيته
بعض ما جاء في وصيته:
•	أن يُغسل بالسدر الذي وضعه بالكفن وان يُؤتى بورق سدر أخضر من الحولة ومن رأس العين بأجرة لمن يأتي به.
•	أن يُدفن بكفنه المكتوب المعد له وان يُحبر بوجه لحاف إن أمكن وإلا فبغيره.
•	أن يُقرأ على القبر ستة أيام بلياليها قراءة عارفين مع الأحكام.
•	أن يُعمّر القبر ويُعمّر حائط من الغرب.
•	أن يُقام عنه تعزية الحسين في عشر المحرم.
وغيرها من الوصايا بخصوص الصلاة والصيام والكفارات ونحوها.

## وفاته
توفي سنة 1249 مسموما.
دُسّ إليه السم في قهوته في عكا وذلك في عهد إبراهيم باشا (كما يرجّح حفيده السيد محسن الأمين)وعاد إلى بلاده فمات في صور، وحُمل إلى شقرا فدُفن فيها في مقبرة كان أعدها لنفسه غربي المسجد الكبير جعل نصفها لنفسه وعائلته وأدار عليه حائطا والنصف الآخر لسائر أهل القرية، وأول من دُفن فيها ولده السيد جواد الذي تُوفي في حياته.

## مراثيه
قال الشيخ صادق ابن الشيخ إبراهيم بن يحيى راثيا له ومؤرخا عام وفاته:
```
 وهل درى العالم العلوي أي فتى  لفقده العالم السفلي في وجل
 على الليالي العفا من بعد أن عدمت  قطب الأواخر بل والقادة الأول
 فالكل ينشد في تاريخه لهف   لقد تهدم ركن الدين بعد علي
```

وقال تلميذه الشيخ علي زيدان يرثيه:
```
 وما كان ممن سامه الدهر حادث  ولكن يسام الضيم من بعده الدهر
 فتى كان امضى من حسام مهند  إذا جل خطب الدهر أو فدح الامر
 فتى كان مشهور المساعي إلى العلى ويا رب سعي ليس يعقبه الشكر
 فتى ذاق مر الدهر حتى حلا له  ولولا سواد الليل ما طلع الفجر
 وما مات حتى مات من بعده الهدى  وان لم يكن واراه لحد ولا قبر
 هو السيد السامي إلى كل غاية  تقاعس عن ادراكها العبد والحر
 فقدناه فقدان الصبا كلما مضى   به ذكر عهد جاء من بعده ذكر
```

## وصلات خارجية
ترجمة السيد علي بن محمد الأمين في معجم البابطين